# Kołyska Judasza

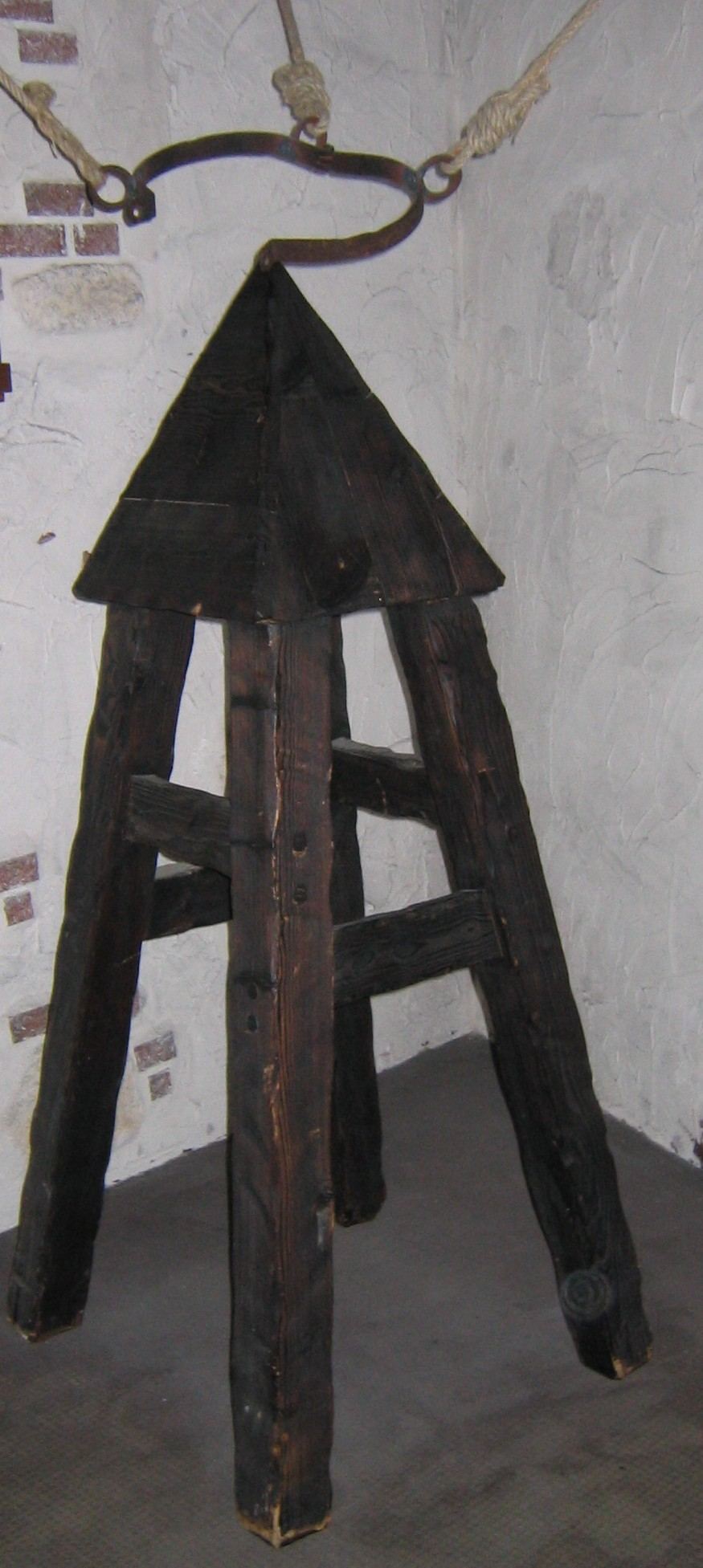
Kołyska Judasza z muzeum tortur we Fryburgu Bryzgowijskim

Kołyska Judasza – nazwa narzędzia tortur jak i samej tortury wykonywanej przy jego pomocy. We Włoszech narzędzie to określano jako veglia.
Kołyska Judasza miała formę wykonanego z drewna ostrosłupa, którego górny wierzchołek bywał okuty metalem. Konstrukcja była ustawiana na kilku drewnianych nogach. Osobę torturowaną podwieszano pod sufitem za pomocą systemu lin (fragment widoczny na zdjęciu). W trakcie tortur ofiarę wielokrotnie gwałtownie opuszczano na ostry wierzchołek „kołyski”, tak aby zagłębił się on, w zależności od płci osoby torturowanej, w odbyt u mężczyzny lub w kobiecą pochwę.
Tortura była w zamyśle przewidziana do dłuższego stosowania, w sposób uniemożliwiający odpoczynek ofierze. Gdy ból doprowadzał do utraty przytomności, osobę torturowaną cucono, by kontynuować przesłuchanie. Umożliwiało to stosowanie „kołyski” aż do przyznania się podejrzanego i stanowiło podstawę do określenia jej torturą śpiochów.